# Midas Mbabane City F.C.
Manzini Sea Birds FC là một câu lạc bộ bóng đá Eswatini đến từ Mbabane. Đội thi đấu ở Giải bóng đá ngoại hạng Eswatini.

## Sân vận động
Hiện tại đội thi đấu tại Sân vận động Quốc gia Somhlolo với sức chứa 20.000 khán giả.